# Маршал Тимошенко (большой противолодочный корабль)
«Ма́ршал Тимоше́нко» — советский большой противолодочный корабль (БПК) проекта 1134-А типа «Кронштадт».
БПК назван в честь Маршала Советского Союза Семёна Константиновича Тимошенко.

## История
Корабль был зачислен в списки кораблей ВМФ СССР 11 июня 1970 года.

### Строительство
2 ноября 1972 года состоялась закладка корабля на судостроительном заводе имени А. А. Жданова (Северная верфь) в Ленинграде под заводским номером 728.
21 октября 1973 года спущен на воду. С 20 октября по 11 ноября 1975 года корабль прошёл государственные испытания в Балтийском море. 25 ноября того же года вступил в строй и 26 декабря был включён в состав Краснознамённого Северного флота. Корабль пришёл в Североморск в апреле 1976 года. На переходе из Таллина в Североморск в датских проливах произошла остановка по погодным условиям (туман), в результате чего командиром было принято решение в образовавшееся окно в районе полудня выходить из узкости самым полным. Корабль развил скорость 32,5 узла.

### Боевая служба
Осенью 1976 года осуществлял слежение за авианосцем «Джон Кеннеди».
В апреле 1977 года корабль принимал участие в манёврах «Север-77». В том же году корабль приказом командующего Северным флотом стал лучшим кораблём КСФ по ПВО.
В 1979 году участвовал в противолодочных учениях «Разбег-79».
В декабре 1979 — апреле 1980 года находился в дальнем походе в Атлантике и Средиземном море, в июле-декабре 1982 года — у берегов Юго-Западной Африки.
В январе-июне 1985 года - боевая служба в Средиземном море и Индийском океане.
3 июля 1992 года корабль был исключён из боевого состава ВМФ. 23 сентября был спущен Военно-Морской флаг. 29 октября корабль был расформирован и в 1994 году продан в Индию для разделки на металл.
23 апреля 1982 года участвовал в ликвидации аварии на атомной подводной лодке К-123 проекта 705К (в/ч 69069). При выполнении задач боевой службы 8 апреля 1982 года произошла авария главной энергетической установки с выбросом жидкометаллического теплоносителя в реакторный отсек с ухудшением радиационной обстановки. Основание: Центральный Военно-Морской Архив. Кто был в тот период на корабле приравниваются к ликвидаторам аварии на ЧАЭС